# Lijst van voetbalinterlands Oostenrijk - Zwitserland
Deze lijst van voetbalinterlands is een overzicht van alle officiële voetbalwedstrijden tussen de nationale teams van Oostenrijk en Zwitserland. De buurlanden speelden tot op heden 43 keer tegen elkaar, te beginnen met een vriendschappelijke wedstrijd in Bazel op 23 december 1917. Het laatste duel, eveneens een vriendschappelijke wedstrijd, vond plaats op 8 juni 2024 in Sankt Gallen.

## Wedstrijden
| №  | Plaats       | Datum             | Competitie        | Wedstrijd                | Uitslag |
| -- | ------------ | ----------------- | ----------------- | ------------------------ | ------- |
| 1  | Bazel        | 23 december 1917  | Vriendschappelijk | Zwitserland – Oostenrijk | 0 – 1   |
| 2  | Zürich       | 26 december 1917  | Vriendschappelijk | Zwitserland – Oostenrijk | 3 – 2   |
| 3  | Wenen        | 9 mei 1918        | Vriendschappelijk | Oostenrijk – Zwitserland | 3 – 2   |
| 4  | Sankt Gallen | 1 mei 1921        | Vriendschappelijk | Zwitserland – Oostenrijk | 2 – 2   |
| 5  | Wenen        | 11 juni 1922      | Vriendschappelijk | Oostenrijk – Zwitserland | 7 – 1   |
| 6  | Genève       | 21 december 1922  | Vriendschappelijk | Zwitserland – Oostenrijk | 2 – 0   |
| 7  | Wenen        | 22 maart 1925     | Vriendschappelijk | Oostenrijk – Zwitserland | 2 – 0   |
| 8  | Bern         | 8 november 1925   | Vriendschappelijk | Zwitserland – Oostenrijk | 2 – 0   |
| 9  | Wenen        | 10 oktober 1926   | Vriendschappelijk | Oostenrijk – Zwitserland | 7 – 1   |
| 10 | Zürich       | 29 mei 1927       | Vriendschappelijk | Zwitserland – Oostenrijk | 1 – 4   |
| 11 | Wenen        | 28 oktober 1928   | Vriendschappelijk | Oostenrijk – Zwitserland | 2 – 0   |
| 12 | Bern         | 27 oktober 1929   | Vriendschappelijk | Zwitserland – Oostenrijk | 1 – 3   |
| 13 | Wenen        | 16 juni 1931      | Vriendschappelijk | Oostenrijk – Zwitserland | 2 – 0   |
| 14 | Bazel        | 29 november 1931  | Vriendschappelijk | Zwitserland – Oostenrijk | 1 – 8   |
| 15 | Wenen        | 23 oktober 1932   | Vriendschappelijk | Oostenrijk – Zwitserland | 3 – 1   |
| 16 | Genève       | 25 maart 1934     | Vriendschappelijk | Zwitserland – Oostenrijk | 2 – 3   |
| 17 | Wenen        | 11 november 1934  | Vriendschappelijk | Oostenrijk – Zwitserland | 3 – 0   |
| 18 | Zürich       | 8 november 1936   | Vriendschappelijk | Zwitserland – Oostenrijk | 1 – 3   |
| 19 | Wenen        | 19 september 1937 | Vriendschappelijk | Oostenrijk – Zwitserland | 4 – 3   |
| 20 | Bern         | 10 november 1946  | Vriendschappelijk | Zwitserland – Oostenrijk | 1 – 0   |
| 21 | Wenen        | 18 april 1948     | Vriendschappelijk | Oostenrijk – Zwitserland | 3 – 1   |
| 22 | Lausanne     | 3 april 1949      | Vriendschappelijk | Zwitserland – Oostenrijk | 1 – 2   |
| 23 | Wenen        | 19 maart 1950     | Vriendschappelijk | Oostenrijk – Zwitserland | 3 – 3   |
| 24 | Genève       | 22 juni 1952      | Vriendschappelijk | Zwitserland – Oostenrijk | 1 – 1   |
| 25 | Lausanne     | 26 juni 1954      | WK 1954           | Oostenrijk – Zwitserland | 7 – 5   |
| 26 | Bern         | 1 mei 1955        | Vriendschappelijk | Zwitserland – Oostenrijk | 2 – 3   |
| 27 | Wenen        | 14 april 1957     | Vriendschappelijk | Oostenrijk – Zwitserland | 4 – 0   |
| 28 | Bern         | 22 september 1968 | Vriendschappelijk | Zwitserland – Oostenrijk | 1 – 0   |
| 29 | Linz         | 22 september 1976 | Vriendschappelijk | Oostenrijk – Zwitserland | 3 – 1   |
| 30 | Bazel        | 4 april 1978      | Vriendschappelijk | Zwitserland – Oostenrijk | 0 – 1   |
| 31 | Innsbruck    | 27 augustus 1986  | Vriendschappelijk | Oostenrijk – Zwitserland | 1 – 1   |
| 32 | Sankt Gallen | 18 augustus 1987  | Vriendschappelijk | Zwitserland – Oostenrijk | 2 – 2   |
| 33 | Monte Carlo  | 5 februari 1988   | Vriendschappelijk | Oostenrijk – Zwitserland | 2 – 1   |
| 34 | Wenen        | 21 augustus 1990  | Vriendschappelijk | Oostenrijk – Zwitserland | 1 – 3   |
| 35 | Wenen        | 27 maart 1996     | Vriendschappelijk | Oostenrijk – Zwitserland | 1 – 0   |
| 36 | Sankt Gallen | 10 maart 1999     | Vriendschappelijk | Zwitserland – Oostenrijk | 2 – 4   |
| 37 | Wenen        | 15 augustus 2001  | Vriendschappelijk | Oostenrijk – Zwitserland | 1 – 2   |
| 38 | Bazel        | 21 augustus 2002  | Vriendschappelijk | Zwitserland – Oostenrijk | 3 – 2   |
| 39 | Innsbruck    | 11 oktober 2006   | Vriendschappelijk | Oostenrijk – Zwitserland | 2 – 1   |
| 40 | Zürich       | 13 oktober 2007   | Vriendschappelijk | Zwitserland – Oostenrijk | 3 – 1   |
| 41 | Klagenfurt   | 11 augustus 2010  | Vriendschappelijk | Oostenrijk – Zwitserland | 0 – 1   |
| 42 | Wenen        | 17 november 2015  | Vriendschappelijk | Oostenrijk − Zwitserland | 1 − 2   |
| 43 | Sankt Gallen | 8 juni 2024       | Vriendschappelijk | Zwitserland − Oostenrijk | 1 − 1   |

## Samenvatting
| Competitie        | Totaal gespeeld | Winst Oostenrijk | Gelijk | Winst Zwitserland | Doelsaldo Oostenrijk – Zwitserland |
| ----------------- | --------------- | ---------------- | ------ | ----------------- | ---------------------------------- |
| WK-eindronde      | 1               | 1                | 0      | 0                 | 7 − 5                              |
| Vriendschappelijk | 42              | 25               | 6      | 11                | 100 − 55                           |
| Totaal            | 43              | 26               | 6      | 11                | 107 − 60                           |

## Details

### Vierde ontmoeting
| Vriendschappelijk (Sankt Gallen, Zwitserland, 1 mei 1921): |       |                                      |
| Zwitserland                                                | 2 – 2 | Oostenrijk                           |
| Max Brand 46' Kurt Friedrich 75'                           | goals | 52' Richard Kuthan 63' Karl Neubauer |

### Zevende ontmoeting
| Vriendschappelijk (Wenen, Oostenrijk, 22 maart 1925): |       |             |
| Oostenrijk                                            | 2 – 0 | Zwitserland |
| Fritz Gschweidl 4' Hans Horvath 41'                   | goals |             |

### Tiende ontmoeting
| Vriendschappelijk (Zürich, Zwitserland, 29 mei 1927): |       |                                                                                      |
| Zwitserland                                           | 1 – 4 | Oostenrijk                                                                           |
| Willy Jäggi 68'                                       | goals | 20' (e.d.) Edmond De Weck 40' Leopold Giebisch 48' (pen.) Josef Blum 84' Karl Jiszda |

### 25ste ontmoeting
| WK 1954 (Lausanne, Zwitserland, 26 juni 1954):                                                                                 |       |                                                                                      |
| Oostenrijk | 7 – 5 | Zwitserland                                                                          |
| Theodor Wagner 25' Robert Körner 26' Theodor Wagner 27' Robert Körner 34' Ernst Ocwirk 32' Theodor Wagner 53' Erich Probst 76' | goals | 16' Robert Ballaman 17' Josef Hügi 19' Josef Hügi 39' Robert Ballaman 58' Josef Hügi |

### 34ste ontmoeting
| Vriendschappelijk (Wenen, Oostenrijk, 21 augustus 1990): |              | |
| Oostenrijk | 1 – 3        | Zwitserland |
| Andreas Ogris 28' (pen.) | goals        | 56' Kubilay Türkyilmaz 62' Kubilay Türkyilmaz 78' Adrian Knup |
| Josef Hickersberger | bondscoach   | Uli Stielike |
| Klaus Lindenberger 46' Bruno Pezzey 41' Kurt Russ Wolfgang Feiersinger Anton Pfeffer Christian Keglevits 46' Andreas Reisinger Alfred Hörtnagl Andreas Ogris Peter Stöger 46' Ralph Hasenhüttl | opstellingen | 46' Philipp Walker 46' Alain Geiger Marc Hottiger Dominique Herr Marcel Koller 46' Christian Colombo 46' Alain Sutter Heinz Hermann Thomas Bickel 87' Kubilay Türkyilmaz 76' Stéphane Chapuisat |
| Peter Schöttel 41' Michael Konsel 46' Michael Baur 46' Andreas Herzog 46' | wissels      | 46' Martin Brunner 46' Blaise Piffaretti 46' Peter Schepull 46' Adrian Knup 76' Beat Sutter 87' Herbert Baumann                                                                                 |
| | gele kaarten | |
| - Debuut van Wolfgang Feiersinger (Casino Austria) voor Oostenrijk. - 41ste en laatste interland van doelman Klaus Lindenberger (FC Swarovski Tirol) voor Oostenrijk.                          |              | |

### 35ste ontmoeting
| Vriendschappelijk (Wenen, Oostenrijk, 27 maart 1996): |       |             |
| Oostenrijk | 1 – 0 | Zwitserland |
| Andreas Ogris 74' | goals |             |
| - Debuut van Goran Kartalija (Linzer ASK), Ivica Vastić (Sturm Graz) en Mario Haas (Sturm Graz) voor Oostenrijk. - Debuut van Sébastien Jeanneret (Neuchâtel Xamax) en David Sesa (Servette FC) voor Zwitserland. |       |             |

### 36ste ontmoeting
| Vriendschappelijk (Sankt Gallen, Zwitserland, 10 maart 1999): |              | |
| Zwitserland | 2 – 4        | Oostenrijk |
| Johann Vogel 24' (pen.) Wolfgang Feiersinger 50' (e.d.) | goals        | 4' Andreas Herzog 33' Günther Neukirchner 44' Hannes Reinmayr 57' (pen.) Andreas Herzog                                                                                                   |
| Gilbert Gress | bondscoach   | Herbert Prohaska |
| Andreas Hilfiker Murat Yakin 39' Sébastien Jeanneret Marc Hodel Johan Lonfat Johann Vogel Ciriaco Sforza Sébastien Fournier David Sesa 79' Stéphane Chapuisat 60' Alexandre Comisetti 65' | opstellingen | Franz Wohlfahrt Wolfgang Feiersinger Peter Schöttel Walter Kogler Harald Cerny 58' Günther Neukirchner Roman Mählich 74' Hannes Reinmayr Christian Prosenik 46' Mario Haas Andreas Herzog |
| Stefan Wolf 39' Alexandre Rey 60' Patrick Bühlmann 65' Patrick Müller 79' | wissels      | 46' Christian Mayrleb 58' Markus Schopp 74' Peter Stöger |
| David Sesa 62' | gele kaarten | 70' Andreas Herzog |

### 37ste ontmoeting
| Vriendschappelijk (Klagenfurt, Oostenrijk, 15 augustus 2001): |              | |
| Oostenrijk | 1 – 2        | Zwitserland |
| Andreas Herzog 61' | goals        | 10' Johann Vogel 74' Hakan Yakin |
| Otto Barić | bondscoach   | Jakob Kuhn |
| Franz Wohlfahrt 46' Michael Baur Günther Neukirchner 46' Martin Hiden Roland Kirchler Dietmar Kühbauer 46' Alfred Hörtnagl 62' Andreas Herzog Thomas Flögel 73' Ronald Brunmayr 66' Ivica Vastic 46' | opstellingen | Marco Pascolo 46' Marc Zellweger Murat Yakin 66' Patrick Müller 75' Bruno Berner 62' David Sesa 46' Johann Vogel Sébastien Fournier Alexandre Comisetti Hakan Yakin Alex Frei |
| Alexander Manninger 46' Walter Kogler 46' Robert Ibertsberger 46' Richard Kitzbichler 46' Markus Weissenberger 62' Roman Wallner 66' Thomas Winklhofer 73'                                           | wissels      | 46' Bernt Haas 46' Ciriaco Sforza 62' Raphaël Wicky 66' Giuseppe Mazzarelli 75' Yvan Quentin                                                                                  |
| Alfred Hörtnagl 48' | gele kaarten | |
| - Debuut van Bruno Berner (Grasshopper-Club) voor Zwitserland. - Eerste interland van Zwitserland onder leiding van bondscoach Jakob "Köbi" Kuhn.                                                    |              | |

### 38ste ontmoeting
| Vriendschappelijk (Bazel, Zwitserland, 21 augustus 2002): |              | |
| Zwitserland | 3 – 2        | Oostenrijk |
| Hakan Yakin 19' Alexander Frei 41' Murat Yakin 75' (pen.) | goals        | 11' Roman Wallner 81' Roman Wallner |
| Jakob "Köbi" Kuhn | bondscoach   | Hans Krankl |
| Jörg Stiel Bernt Haas 82' Sébastien Fournier 76' Stéphane Henchoz 76' Murat Yakin 90' Johann Vogel Hakan Yakin 67' Ricardo Cabanas Patrick Müller Alexander Frei Stéphane Chapuisat       | opstellingen | Alexander Manninger 46' Gerd Wimmer Michael Baur Martin Hiden 61' Jürgen Panis Harald Cerny Rene Aufhauser Michael Wagner Markus Weissenberger 82' Roman Wallner 73' Roland Linz |
| Fabio Celestini 67' Ludovic Magnin 76' Raphaël Wicky 76' Rémo Meyer 82' Stephan Keller 90'                                                                                                | wissels      | 46' Richard Kitzbichler 73' Volkan Kahraman 61' Marcus Pürk 82' Thomas Flögel |
| | gele kaarten | 36' Gerd Wimmer 57' Harald Cerny |
| - Debuut van Rémo Meyer (TSV München 1860) en Stephan Keller (FC Zürich) voor Zwitserland. - Debuut van Michael Wagner (Austria Wien) en Volkan Kahraman (ASKO Pasching) voor Oostenrijk. |              | |

### 39ste ontmoeting
| Vriendschappelijk (Innsbruck, Oostenrijk, 11 oktober 2006): |       |                    |
| Oostenrijk                                                  | 2 – 1 | Zwitserland        |
| Roland Linz 24' (pen.) Sanel Kuljic 36'                     | goals | 70' Marco Streller |

### 40ste ontmoeting
| Vriendschappelijk (Zürich, Zwitserland, 13 oktober 2007): |              | |
| Zwitserland | 3 – 1        | Oostenrijk |
| Marco Streller 2' Marco Streller 55' Hakan Yakin 36' | goals        | 11' René Aufhauser |
| Köbi Kuhn | bondscoach   | Josef Hickersberger |
| Fabio Coltorti Stephan Lichtsteiner Johan Djourou Philippe Senderos 46' Ludovic Magnin 86' Gelson Fernandes 82' Gökhan Inler Johan Vonlanthen 18' Hakan Yakin 46' Tranquillo Barnetta Marco Streller 77' | opstellingen | Alex Manninger 65' Joachim Standfest 40' Sebastian Prödl Martin Hiden Christian Fuchs René Aufhauser Yüksel Sariyar György Garics 82' Andreas Ivanschitz 65' Markus Weissenberger 65' Sanel Kuljić |
| David Degen 18' Xavier Margairaz 46' Stéphane Grichting 46' Blaise Nkufo 77' Fabio Celestini 82' Christoph Spycher 86'                                                                                   | wissels      | 40' Franz Schiemer 65' Johannes Ertl 65' Michael Mörz 65' Roman Kienast 82' Martin Harnik |
| Gelson Fernandes 38' | gele kaarten | 40' György Garics 60' Sanel Kuljić |
| - Debuut van Franz Schiemer (Austria Wien) en Roman Kienast (Hamarkameratene) voor Oostenrijk. |              | |

### 41ste ontmoeting
| Vriendschappelijk (Klagenfurt, Oostenrijk, 11 augustus 2010): |              | |
| Oostenrijk | 0 – 1        | Zwitserland |
| | goals        | 73' Moreno Costanzo |
| Dietmar Constantini | bondscoach   | Ottmar Hitzfeld |
| Christian Gratzei Ekrem Dag 46' Sebastian Prödl Emanuel Pogatetz Christian Fuchs Franz Schiemer Julian Baumgartlinger Patrick Wolf 46' Zlatko Junuzovic 79' Jakob Jantscher 79' Erwin Hoffer 46'            | opstellingen | Diego Benaglio Stephan Lichtsteiner François Affolter 46' Stéphane Grichting Reto Ziegler 58' Xherdan Shaqiri Gökhan Inler 81' Pirmin Schwegler 75' Valentin Stocker 71' Hakan Yakin 71' Eren Derdiyok |
| Florian Klein 46' Ümit Korkmaz 46' Martin Harnik 46' Andreas Hölzl 79' Roland Linz 79' | wissels      | 46' Mario Eggimann 46' Nassim Ben Khalifa 58' Marco Padalino 71' Moreno Costanzo 81' Gelson Fernandes                                                                                                  |
| Jakob Jantscher 75' | gele kaarten | |
| - Christian Fuchs mist namens Oostenrijk een strafschop in de 64ste minuut. - Debuut van Moreno Costanzo, François Affolter (beiden BSC Young Boys) en Nassim Ben Khalifa (VfL Wolfsburg) voor Zwitserland. |              | |

ÖFB · A-internationals · Selecties · Bondscoaches · Oostenrijks vrouwenelftal · Olympisch elftal · Oostenrijk U21 · Oostenrijk U20 · Oostenrijk U19 · Oostenrijk U18 · Oostenrijk U17 · Oostenrijk U16 · Vrouwen U17
1902 – 1919 ·
1920 – 1929 ·
1930 – 1939 ·
1940 – 1949 ·
1950 – 1959 ·
1960 – 1969 ·
1970 – 1979 ·
1980 – 1989 ·
1990 – 1999 ·
2000 – 2009 ·
2010 – 2019 ·
2020 – 2029
EK's: 2008 · 
2016 · 
2020 · 
2024
WK's: 1934 · 
1954 · 
1958 · 
1978 · 
1982 · 
1990 · 
1998
OS: 1912 ·
1936 ·
1948 ·
1952
1902 · 
1903 · 
1904 · 
1905 · 
1906 · 
1907 · 
1908 · 
1909 · 
1910 · 
1911 · 
1912 · 
1913 · 
1914 · 
1915 · 
1916 · 
1917 · 
1918 · 
1919 · 
1920 · 
1921 · 
1922 · 
1923 · 
1924 · 
1925 · 
1926 · 
1927 · 
1928 · 
1929 · 
1930 · 
1931 · 
1932 · 
1933 · 
1934 · 
1935 · 
1936 · 
1937 · 
1938 · 1939 · 1940 · 1941 · 1942 · 1943 · 1944 · 1945 · 
1946 · 
1947 · 
1948 · 
1949 · 
1950 · 
1952 · 
1952 · 
1953 · 
1954 · 
1955 · 
1956 · 
1957 · 
1958 · 
1959 · 
1960 · 
1961 · 
1962 · 
1963 · 
1964 · 
1965 · 
1966 · 
1967 · 
1968 · 
1969 · 
1970 · 
1971 · 
1972 · 
1973 · 
1974 · 
1975 · 
1976 · 
1977 · 
1978 · 
1979 · 
1980 · 
1981 · 
1982 · 
1983 · 
1984 · 
1985 · 
1986 · 
1987 · 
1988 · 
1989 · 
1990 ·
1991 · 
1992 · 
1993 · 
1994 · 
1995 · 
1996 · 
1997 · 
1998 · 
1999 · 
2000 · 
2001 · 
2002 · 
2003 · 
2004 · 
2005 · 
2006 · 
2007 · 
2008 · 
2009 · 
2010 · 
2011 · 
2012 · 
2013 · 
2014 · 
2015 · 
2016 · 
2017 · 
2018 · 
2019 · 
2020 · 
2021 ·
2022
Albanië ·
Algerije ·
Andorra ·
Argentinië ·
Azerbeidzjan ·
België ·
Bosnië en Herzegovina ·
Brazilië ·
Bulgarije ·
Canada ·
Chili ·
Costa Rica ·
Cyprus ·
Denemarken ·
DDR ·
Duitsland ·
Egypte ·
Engeland ·
Estland ·
Faeröer ·
Finland ·
Frankrijk ·
Georgië ·
Ghana ·
Griekenland ·
Hongarije ·
Ierland ·
IJsland ·
Iran ·
Israël ·
Italië ·
Ivoorkust ·
Japan ·
Joegoslavië ·
Kameroen ·
Kazachstan ·
Kroatië ·
Letland ·
Liechtenstein ·
Litouwen ·
Luxemburg ·
Malta ·
Moldavië ·
Montenegro ·
Nederland ·
Nigeria ·
Noord-Ierland ·
Noord-Macedonië ·
Noorwegen ·
Oekraïne ·
Paraguay ·
Peru ·
Polen ·
Portugal ·
Roemenië ·
Rusland ·
San Marino ·
Schotland ·
Servië ·
Slovenië ·
Slowakije ·
Sovjet-Unie ·
Spanje ·
Trinidad en Tobago ·
Tsjechië ·
Tsjecho-Slowakije ·
Tunesië ·
Turkije ·
Uruguay ·
Venezuela ·
Verenigde Staten ·
Wales ·
Wit-Rusland ·
Zweden ·
Zwitserland
Algerije (1982) · 
Chili (1982) · 
Duitsland (2008) · 
Frankrijk (1982) · 
Hongarije (2016) · 
Italië (2021) · 
Kroatië (2008) · 
Nederland (2021) · 
Noord-Ierland (1982) · 
Noord-Macedonië (2021) · 
Oekraïne (2021) · 
Polen (2008) ·  
Portugal (2016) · 
West-Duitsland (1982)
SFV · A-internationals · Selecties · Bondscoaches · Zwitsers vrouwenelftal · Olympisch elftal · Zwitserland U21 · Zwitserland U19 · Zwitserland U18 · Zwitserland U17 · Zwitserland U16 · Vrouwen U17
1905 – 1919 · 
1920 – 1929 · 
1930 – 1939 · 
1940 – 1949 · 
1950 – 1959 · 
1960 – 1969 · 
1970 – 1979 · 
1980 – 1989 · 
1990 – 1999 · 
2000 – 2009 · 
2010 – 2019 · 
2020 – 2029
EK's: 1996 · 
2004 · 
2008 · 
2016 · 
2020 · 
2024
WK's: 1934 · 
1938 · 
1950 · 
1954 · 
1962 · 
1966 · 
1994 · 
2006 · 
2010 · 
2014 · 
2018 · 
2022
OS: 1924 · 
1928 · 
2012
1905 · 
1906 · 1907 · 
1908 · 
1909 · 
1910 · 
1911 · 
1912 · 
1913 · 
1914 · 
1915 · 
1916 · 
1917 · 
1918 · 
1919 · 
1920 · 
1921 · 
1922 · 
1923 · 
1924 · 
1925 · 
1926 · 
1927 · 
1928 · 
1929 · 
1930 · 
1931 · 
1932 · 
1933 · 
1934 · 
1935 · 
1936 · 
1937 · 
1938 · 
1939 · 
1940 · 
1941 · 
1942 · 
1943 · 
1944 · 
1945 · 
1946 · 
1947 · 
1948 · 
1949 · 
1950 · 
1952 ·
1952 · 
1953 · 
1954 · 
1955 · 
1956 · 
1957 · 
1958 · 
1959 · 
1960 · 
1961 · 
1962 · 
1963 · 
1964 · 
1965 · 
1966 · 
1967 · 
1968 · 
1969 · 
1970 · 
1971 · 
1972 · 
1973 · 
1974 · 
1975 · 
1976 · 
1977 ·
1978 · 
1979 · 
1980 · 
1981 · 
1982 · 
1983 · 
1984 · 
1985 · 
1986 · 
1987 · 
1988 · 
1989 · 
1990 ·
1991 · 
1992 · 
1993 · 
1994 ·
1995 · 
1996 · 
1997 · 
1998 · 
1999 · 
2000 · 
2001 · 
2002 · 
2003 · 
2004 · 
2005 · 
2006 · 
2007 · 
2008 · 
2009 · 
2010 · 
2011 · 
2012 · 
2013 ·
2014 ·
2015 ·
2016 ·
2017 ·
2018 ·
2019 ·
2020 ·
2021 ·
2022
Albanië ·
Algerije · 
Andorra · 
Argentinië ·
Australië ·
Azerbeidzjan ·
België ·
Bolivia ·
Bosnië en Herzegovina ·
Brazilië ·
Bulgarije ·
Canada ·
Chili ·
China ·
Colombia ·
Costa Rica ·
Cyprus ·
Denemarken ·
DDR ·
Duitsland ·
Ecuador ·
Egypte ·
Engeland · 
Estland ·
Faeröer ·
Finland ·
Frankrijk ·
Georgië ·
Ghana ·
Gibraltar ·
Griekenland ·
Honduras ·
Hongarije ·
Hongkong ·
Ierland ·
IJsland ·
Israël ·
Italië ·
Ivoorkust ·
Jamaica ·
Japan ·
Joegoslavië ·
Kameroen ·
Kenia ·
Kosovo ·
Kroatië ·
Letland ·
Liechtenstein ·
Litouwen ·
Luxemburg ·
Malta ·
Marokko ·
Mexico ·
Moldavië ·
Montenegro ·
Nederland ·
Nigeria ·
Noord-Ierland ·
Noorwegen ·
Oekraïne ·
Oman ·
Oostenrijk ·
Panama ·
Peru ·
Polen ·
Portugal ·
Qatar ·
Roemenië ·
Rusland ·
Saarland ·
San Marino ·
Schotland ·
Servië ·
Slovenië ·
Slowakije ·
Sovjet-Unie · 
Spanje ·
Togo ·
Tsjechië ·
Tsjecho-Slowakije ·
Tunesië ·
Turkije ·
Uruguay ·
Venezuela ·
VA Emiraten ·
Verenigde Staten ·
Wales ·
Wit-Rusland ·
Zimbabwe ·
Zuid-Korea ·
Zweden
Albanië (2016) ·
Argentinië (2014) ·
Brazilië (2018) ·
Chili (2010) ·
Costa Rica (2018) ·
Ecuador (2014) ·
Frankrijk (2006) ·
Frankrijk (2014) ·
Frankrijk (2016) ·
Frankrijk (2021) ·
Honduras (2010) · 
Honduras (2014) · 
Italië (2021) · 
Oekraïne (2006) ·
Portugal (2008)  · 
Portugal (2022) · 
Roemenië (2016) · 
Servië (2018) ·
Spanje (2010) ·
Spanje (2021) ·
Togo (2006) ·
Tsjechië (2008) ·
Turkije (2008) ·
Turkije (2021) ·
Wales (2021) ·
Zuid-Korea (2006) ·
Zweden (2018)